# Yevgraf Yevgráfovich Fiódorov
Yevgraf Yevgráfovich Fiódorov (en ruso: Евграф Евграфович Фёдоров; San Petersburgo, 8 de noviembrejul./ 20 de noviembre de 1880greg. - Moscú, 19 de julio de 1965) fue un climatólogo ruso, hijo del matemático Yevgraf Stepánovich Fiódorov.
En 1910, se graduó en la Universidad Estatal de San Petersburgo. Fue investigador del Observatorio Magneto-Meteorológico, Pávlovsk (San Petersburgo), de 1911 a 1934, y profesor de geografía en la Academia de las Ciencias de Rusia, de 1934 a 1951.
Sus mayores contribuciones consistieron en el desarrollo detallado de la climatología descriptiva, con un método para describir el clima local en términos de observaciones diarias del tiempo.

## Honores
Miembro Correspondiente
- 1946, de la Academia de las Ciencias de Rusia[3]

## Algunas publicaciones
- Climate as an aggregate of weather. Journal of Meteorology, #7 1925
- Distribution and type of precipitation in the plains of the European part of the USSR in the summer. Works of the USSR Academy of Sciences Institute of Geography, #28 1938
- with A. I. Baranov: Climate and Weather of the European Part of the USSR. 1949